# Mega Man 8
Mega Man 8, conosciuto in Giappone come Rockman 8: Metal Heroes (ロックマン8 メタルヒーローズ?, Rokkuman 8: Metaru Hīrōzu), è un videogioco pubblicato dalla Capcom. È l'ottavo capitolo della serie Mega Man, ed era stato originariamente pubblicato in Giappone per PlayStation il 17 dicembre 1996. L'anno seguente, Mega Man 8 ha visto una pubblicazione anche per Sega Saturn ed è stato localizzato per entrambe le console in America del Nord e per PlayStation nelle regioni PAL. Al momento della pubblicazione, la Capcom aveva appena raggiunto in decimo anniversario della serie. Mega Man 8 è il primo capitolo della serie ad essere stato reso disponibile per console di quinta generazione.

## Trama
Due robot misteriosi si scontrano nello spazio e precipitano sulla Terra, feriti. Intanto, Mega Man, assieme a Rush, sta affrontando controvoglia il suo rivale Bass in un duello, e lo intrappola bloccando il suo braccio cannone tra i fili, ma è costretto ad abbandonare lo scontro dopo aver ricevuto un messaggio di emergenza da Roll. Riceve quindi un messaggio dal Dr. Light, che gli spiega che quella che sembra una meteora si è schiantata sulla terra in un'isola sconosciuta e va ad investigare per evitare che qualunque cosa fosse, non finisca nelle mani sbagliate. Tuttavia, il Dr. Wily spiega che quell'isola è la sua base e scappa con una strana sfera d'energia viola, così Mega Man, dopo aver trovato un robot gravemente danneggiato in un cratere, chiede al Dr. Light di portarlo al laboratorio in modo da ripararlo e viene a sapere che quattro Robot Masters (Clown Man, Grenade Man, Tengu Man e Frost Man) stanno attaccando la Terra. Dopo averli sconfitti, scopre che usano quelle stesse capsule di energia e porta i campioni al laboratorio per farle analizzare. Il Dr. Light spiega che sono fonti di energia potenti che non devono finire nelle mani di Wily. Poco dopo, il robot danneggiato si sveglia, e vedendo le sfere di energia, danneggia il laboratorio e vola via verso il deserto della Penisola arabica. Mega Man lo segue in una miniera assieme a Rush ed è costretto ad affrontarlo brevemente, poi incontra Proto Man, che gli dice che la Torre di Wily è vicina. Il Blue Bomber si dirige lì, ma viene intrappolato nella morsa di un grosso robot rubato da Wily, il Gori-Three gigante, e Rush, nel tentativo di salvare il suo padrone, viene scaraventato contro un muro e perde i sensi. Mega Man viene poi salvato dal robot di prima, Duo, che gli spiega che le sfere di prima sono di Energia Oscura, capace di assorbire il male nella mente delle persone per infettarne altre, tra cui i robot, e per questo, viaggiava per l'universo per distruggerla, ma la Torre di Wily è bloccata da una barriera. Dopo aver sconfitto i quattro Robot Masters a guardia della barriera (Aqua Man, Sword Man, Astro Man e Search Man), sbarazzandosi così dell'Energia Oscura sulla Terra, Mega Man entra nella Torre e sconfigge Bass potenziato dall'Energia Oscura, poi affronta Wily, che lo intrappola e quasi lo uccide con il cannone della sua macchina, ma Duo lo salva e disabilita il cannone, rimanendo ferito nel processo, così Proto Man lo porta in salvo. Dopo aver sconfitto Wily, che lo implora di perdonarlo, Mega Man non cade nel tranello e lo rimprovera, ma viene improvvisamente attaccato e infettato dall'Energia Oscura del macchinario di Wily, rischiando di morire mentre la torre crolla. Fortunatamente, Duo lo salva e legge nella sua mente, rivelando che ha una mente forte, distruggendo così l'ultima Energia Oscura sulla Terra e chiede a Proto Man un favore. Mega Man si risveglia al laboratorio del Dr. Light e ha intenzione di ringraziare Duo per averlo salvato, ma Proto Man gli dice che se n'era già andato, non prima di lasciargli un messaggio di ringraziamento, e la dolce Roll abbraccia Mega Man dalla gioia di vederlo vivo e vegeto.

## Modalità di gioco
Come per i giochi precedenti, la modalità di gioco ha subito poche variazioni. In questo gioco, a differenza di tutti gli altri nel franchise, Mega Man può nuotare, permettendogli di affrontare meglio i nemici sott'acqua, e Rush ha ora delle nuove funzioni esclusive di questo gioco: la Rush Question, comparendo e dandogli un oggetto a caso, la Rush Bike, che gli permette di trasformarsi in una moto per muovere Mega Man più velocemente, può sparare proiettili e Mega Man diventa invincibile, ma i colpi riducono l'energia di Rush, il Rush Bomber, con il quale vola in modalità Rush Jet per scagliare bombe sui nemici, e il Rush Charger, con il quale lascia per Mega Man degli oggetti curativi. All'inizio del gioco, Mega Man riceve inoltre un messaggio dal Dr. Light, che gli invia un'arma speciale, la Mega Ball (Mega palla), che può essere calciata contro i nemici e può rimbalzare sui muri.